# Lorde
Lorde (născută Ella Maria Lani Yelich-O'Connor, pe 7 noiembrie 1996) este o cântăreață și cantautoare neozeelandeză care și-a făcut debutul în 2013, odată cu lansarea discului single „Royals” și a albumului de studio Pure Heroine. Materialele sale discografice au fost intens apreciate atât de public, cât și de critica de specialitate, și s-au bucurat de succes în teritoriile anglofone. Revista Time a inclus-o pe interpretă pe lista celor mai influenți adolescenți ai anului 2013, iar Academia Națională a Artelor și Științelor de Înregistrări din SUA i-a oferit patru nominalizări la premiile Grammy.

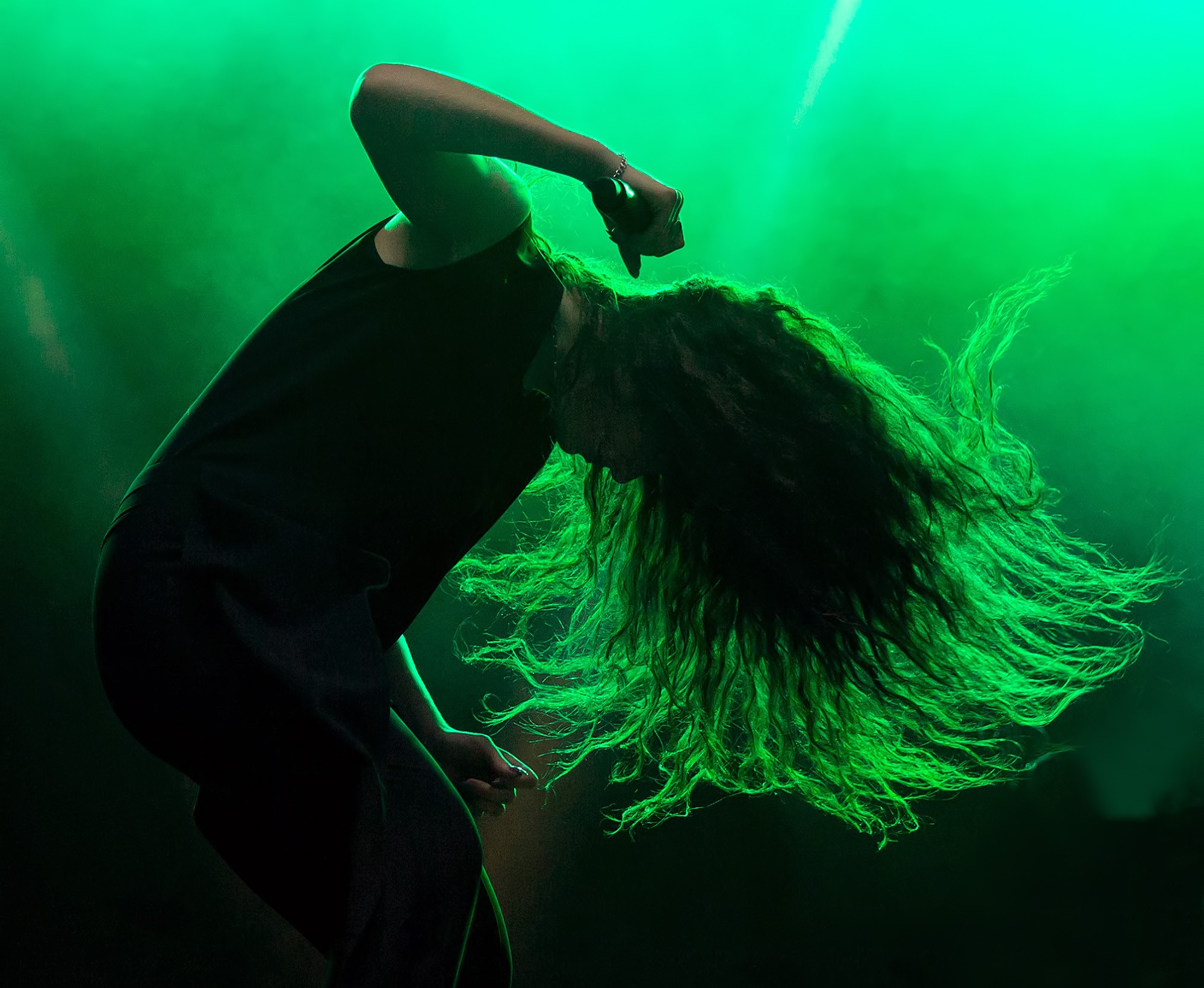
Lorde la ACL Music Festival în Austin, octombrie 2014

## Discografie
Albume de studio
- Pure Heroine (2013)
- Melodrama (2017)
- Solar Power (2021)
- Virgin (2025)

Discuri EP
- The Love Club EP (2013)
- Live in Concert (2013)
- Te Ao Mārama (2021)

## Turnee
- Pure Heroine Tour (2013–2014)
- Melodrama World Tour (2017–2018)
- Solar Power Tour (2022–2023)
- Ultrasound World Tour (2025)